# Frank Shaver Allen
Frank Shaver "F.S." Allen (1860 – 1934) foi um  importante arquiteto baseado em Joliet (Illinois) notável por seu trabalho em estilo Romanesco Richardsoniano. Ele projetou o Kenosha High School e a Igreja Episcopal Cristã Inglesa em estilo Neogótico em Joliet, ambas listadas no Registro Nacional de Sítios Históricos dos EUA. Allen foi também um egiptólogo. Enquanto trabalhava em Joliet, ele também projetou o Sioux City Central High School, o Lincoln School em Racine, Wisconsin e o original San Diego High School.